# Abscon
Abscon är en kommun i departementet Nord i regionen Hauts-de-France i norra Frankrike. Kommunen ligger i kantonen Denain som tillhör arrondissementet Valenciennes. År 2022 hade Abscon 4 160 invånare.

## Befolkningsutveckling
Antalet invånare i kommunen Abscon
| Referens: INSEE |